# Edith Irvine

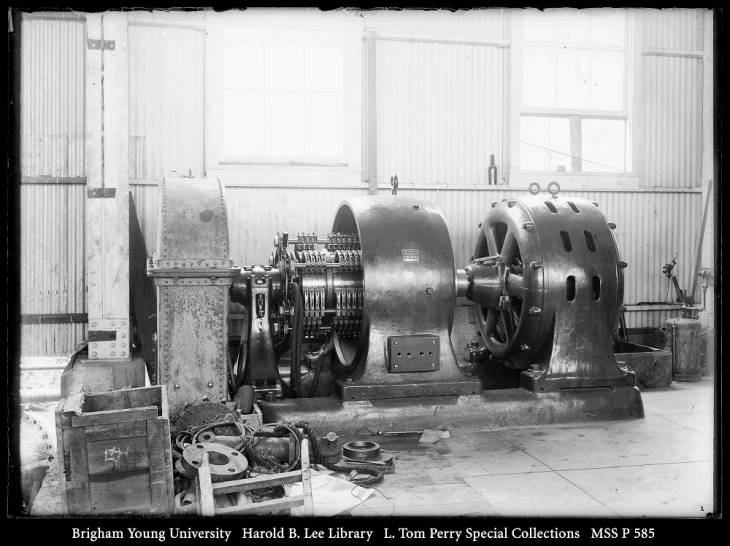
Electra Power House

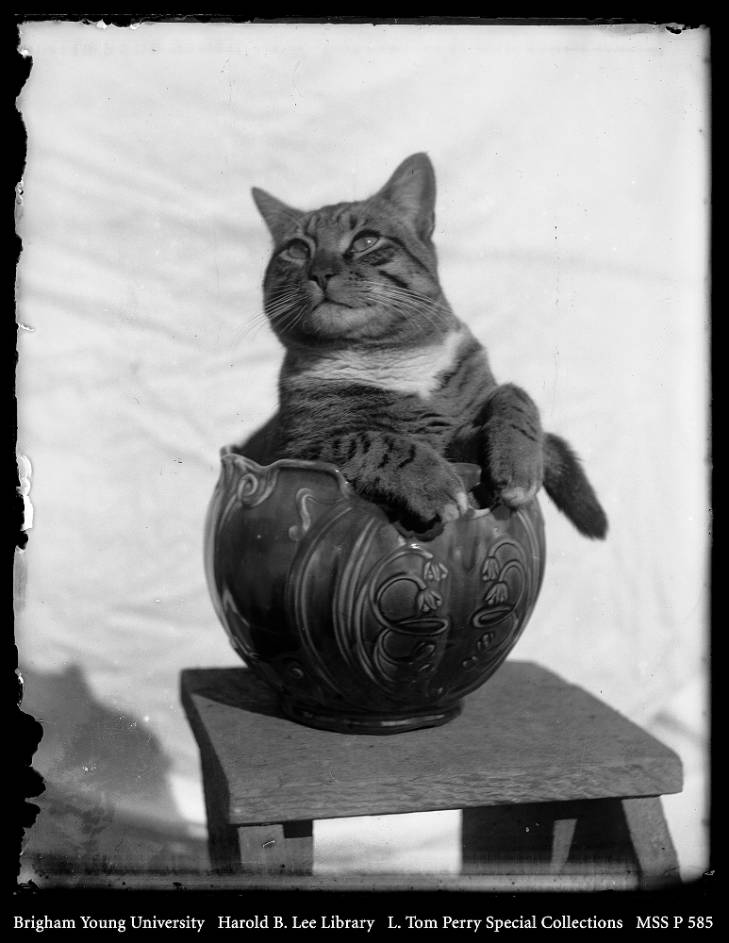
Kočka v misce

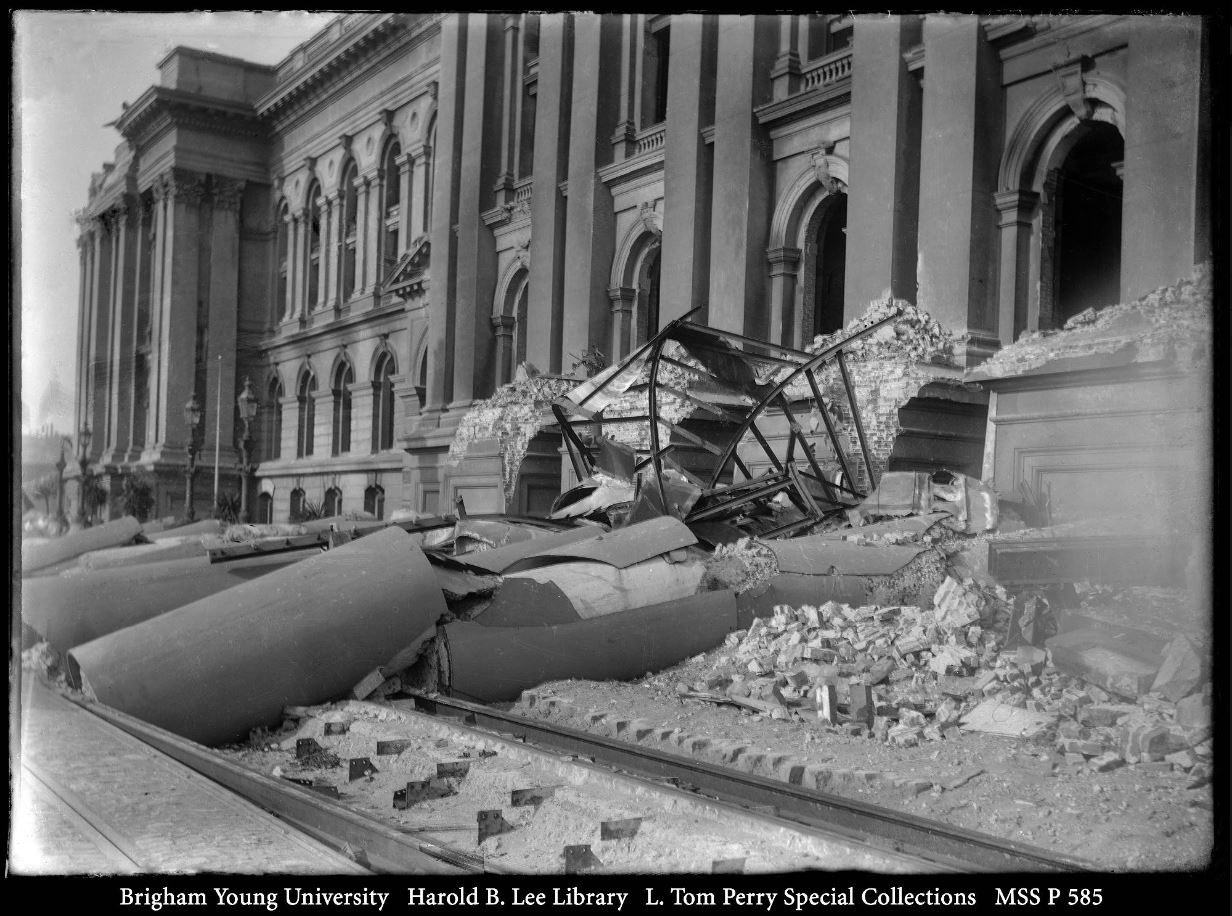
Zadní část radnice po zemětřesení v San Francisku v roce 1906

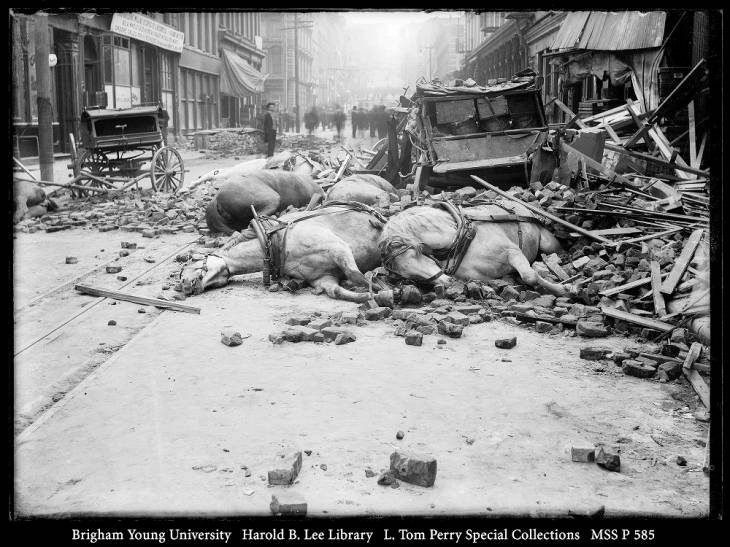
Mrtví koně

Lizzie Edith Irvine (7. ledna 1884 – 14. srpna 1949) byla americká fotografka, která dokumentovala zemětřesení v San Francisku v roce 1906.

## Životopis
Irvine se narodila v Sheep Ranch v Calaveras County v Kalifornii Thomasu Hanně Irvinovi a Mary Irene (Hills) Irvine. Její otec těžil zlato.
Její dědeček, William Irvine, se narodil do rodiny v Irsku jako nejmladší z devíti dětí. V roce 1846 se William přistěhoval do New Yorku se svým starším bratrem Jamesem. William i James cestovali do Kalifornie, aby se pokusili najít zlato během období zlaté horečky v roce 1849. Po úspěšné těžbě zlata se James připojil k vyšší třídě v jižní Kalifornii a vlastnil 110 000 acre (450 km2) Irvine Ranch v Orange County. Provozoval také výrobní a obchodní činnost v San Francisku a vlastnil dům v San Francisku v ulicích Folsom a Eleventh.
Když James Irvine 15. března 1886 zemřel, ve své závěti nařídil, že více než 100 000 USD mělo být poskytnuto jeho manželce, bratrům, sestrám a dalším příbuzným prostřednictvím likvidace mnoha jeho nemovitostí. Podstatné pozemkové dary, které nepřesáhly hodnotu 5 000 $, měly být poskytnuty také rodinným příslušníkům z jeho hospodářství v jižní Kalifornii. Wilma („Billy“) Plunkett, fotoarchivistka v Lee Library v roce 1988, naznačuje ve svém magisterském projektu Irvine, že „rodinné bohatství vzrostlo v důsledku akvizice dolů a dalších nemovitostí“ a že rodina Irvinových se stala součástí „Horní sociální vrstvy oblasti.“ Edith Irvine zřejmě často členy své rodiny v San Francisku a jižní Kalifornii navštěvovala.
Edith Irvine a její bratr Robert žili většinu života spolu, protože se Edith nikdy nevdala a on se do svých šedesáti let neoženil. Nadále žili společně v rodinném domě, nyní (2020) v Mokelumne Hill v Kalifornii.

## Fotografie
V raném mladistvém věku vybudovala Irvine temnou komoru v zadním rohu domu na kopci Mokelumne, nebo Moke Hill, jak to nazývají domorodci. Ve čtrnácti letech, v roce 1898, již fotografovala rozsáhlý projekt Electra Power Project – projekt rané vodní elektrárny v Kalifornii. Tento projekt, poblíž jejího domu na řece Mokelumne v Kalifornii, byl dokončen v roce 1902. Rodinná tradice říká, že ji pro tento projekt najala společnost Standard Electric of California, předchůdce společnosti Pacific Gas & Electric Company, ale nebyly nalezeny žádné záznamy, které by to dokazovaly. Její práce v tomto mladém věku při dokumentování monumentálního stavebního projektu je působivá.
Její další skvělý fotografický počin a jistě ztělesnění její krátké fotografické kariéry přišel ve věku 22 let, dokumentovala zemětřesení v San Francisku v roce 1906. Její fotografie vtáhnou diváka do celé řady zážitků ze zemětřesení, od devastace až po úsměvné snímky. V roce 1910 se považovala za profesionální fotografku, jak uvedla při sčítání lidu, ale z neznámých důvodů byla do roku 1920 svým povoláním učitelka.
Neoficiální příběhy, které Plunkett shromáždila pro svůj hlavní projekt naznačují, že Edith měla dlouhé zrzavé vlasy a že ráda jezdila na koních a řídila svůj Ford Model T. V jejích pozdějších letech se zdálo, že nikdo mimo rodinu o jejích fotografiích nevěděl. Jeden z jejích bývalých studentů ji charakterizoval jako spravedlivou, ale přísnou a dobrou učitelku.

## Zdraví a pozdější roky
Edithin život byl obtížný fyzicky i emocionálně. Zjevně trpěla silnými bolestmi kloubů neznámého původu, které její lékař léčil léky proti bolesti. Později propadla alkoholismu – to vše způsobilo závažné psychické poškození i očekávané fyzické zhoršení. Kromě toho začala v raném věku ztrácet sluch, a ve 45 letech již byla vážně sluchově postižená.
Nikdy se nezotavila z lékařských a emocionálních problémů, kterými trpěla v pozdějších letech. Nedlouho poté, co její bratr Bob dostal dne 8. června 1949 zákonné opatrovnictví, zemřela ve věku 65 let. Bylo to díky darování její malé sbírky fotografií univerzitní knihovně Brighama Younga v roce 1988 jejím synovcem Jimem Irvinem, Bobovým synem, a její fotografický talent se stal známým i mimo její okruh rodiny a přátel.

## Fotografie
Její černobílá fotografie Mrtví koně svědčí o jejím fotografickém vidění. Na snímku nejméně čtyři mrtví koně táhnoucí kočár, leží mezi troskami rozbitého kočáru a cihlovými sutinami v důsledku zemětřesení v San Francisku v roce 1906. Negativ na želatinové suché desce 13x18 cm existuje ve zvláštních sbírkách L. Toma Perryho v knihovně Harolda B. Leeho na Univerzitě Brighama Younga. Knihovna obsahuje 293 autorčiných snímků. Pohybují se v tématech od krajin (jako je Bridalveil Fall) a mostů, přes každodenní život, rodinné portréty, úmrtí kojenců a městské krajiny Mokelumne Hill. Její tvorba zahrnuje mnoho záběrů od sekvojového lesa až po městské budovy, stejně jako zemětřesení a jeho vliv na architekturu, pouliční scény, požáry a převládající aktivity uprostřed zkázy.
V roce 2005 bylo ve sbírce v jižní Kalifornii nalezeno pět neznámých fotografií autorky. Všechny byly z období zemětřesení a požáru v San Francisku v roce 1906. Následně byly tyto fotografie a celá sbírka 1906 fotografií o zemětřesení od Jamese Irvina publikovány ve knize: Dva týdny v San Francisku od Douglase Westfalla a Henryho C. Koerpera (The Paragon Agency, Publishers – 2006) a zveřejněny ve městě San Francisco 18. dubna 2006. Do té doby nebyla drtivá většina autorčiných fotografií nikdy zveřejněna.

## Galerie

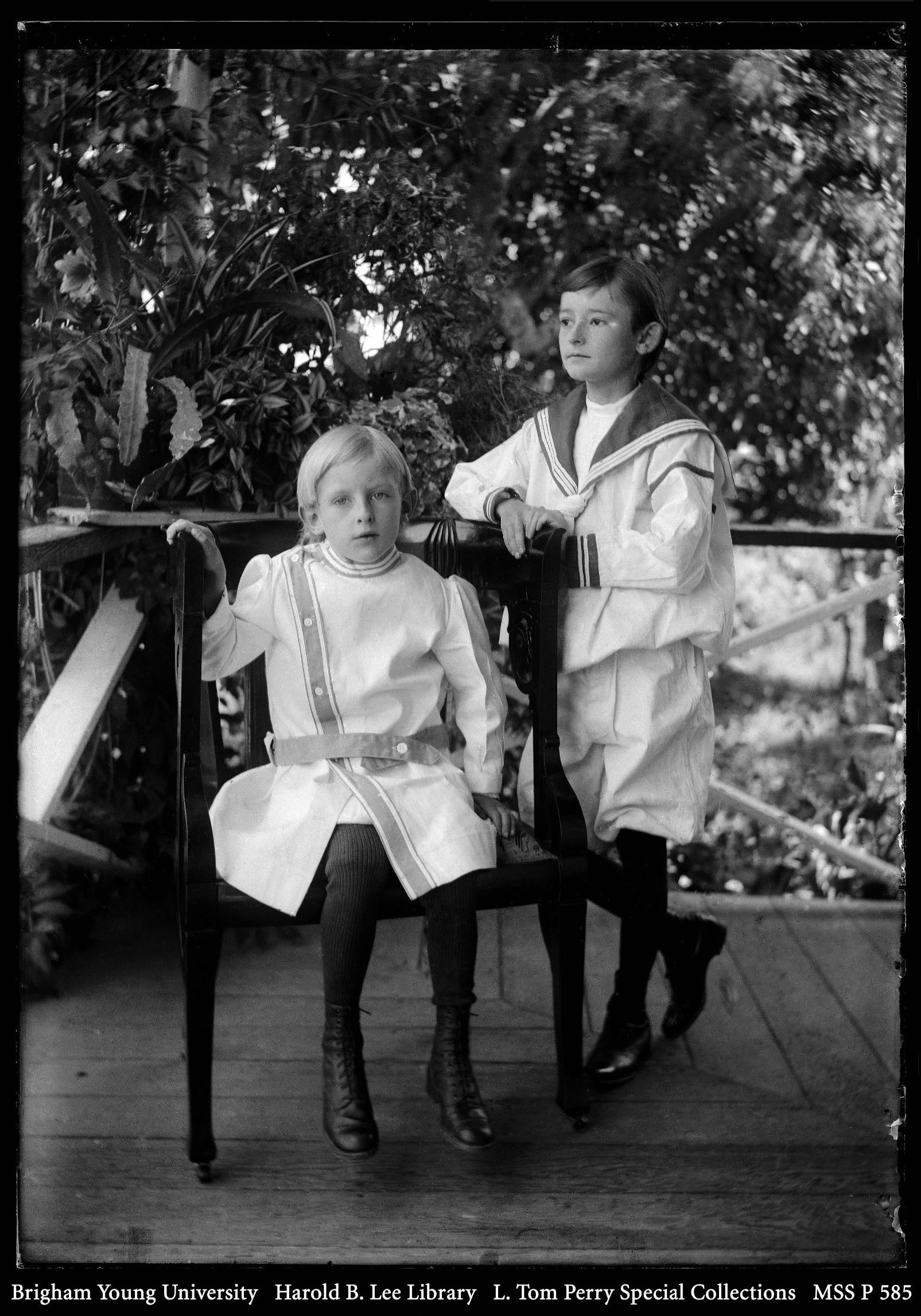
Bob and Friend, asi 1896
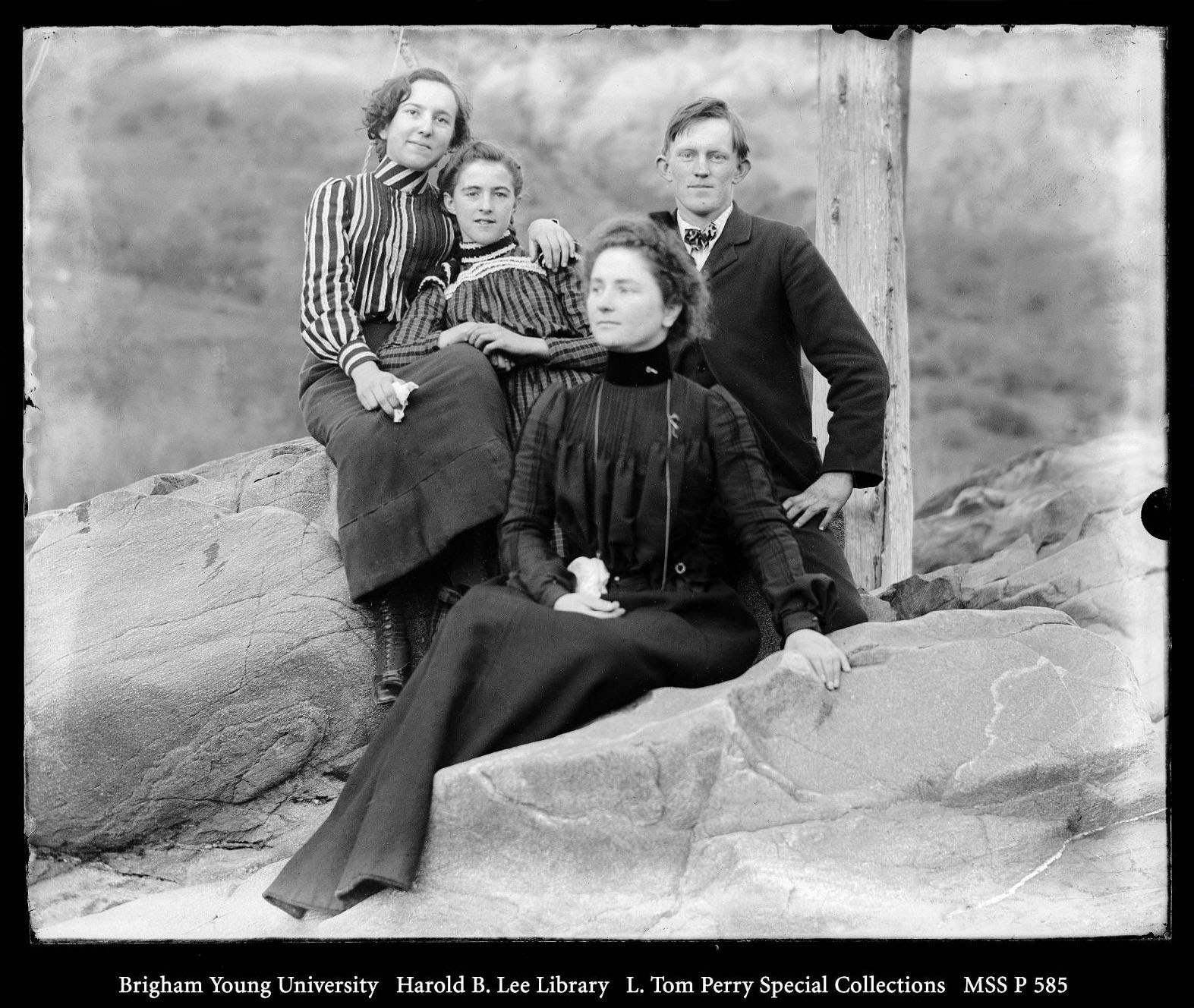
Bob and Friends, 1900–1931
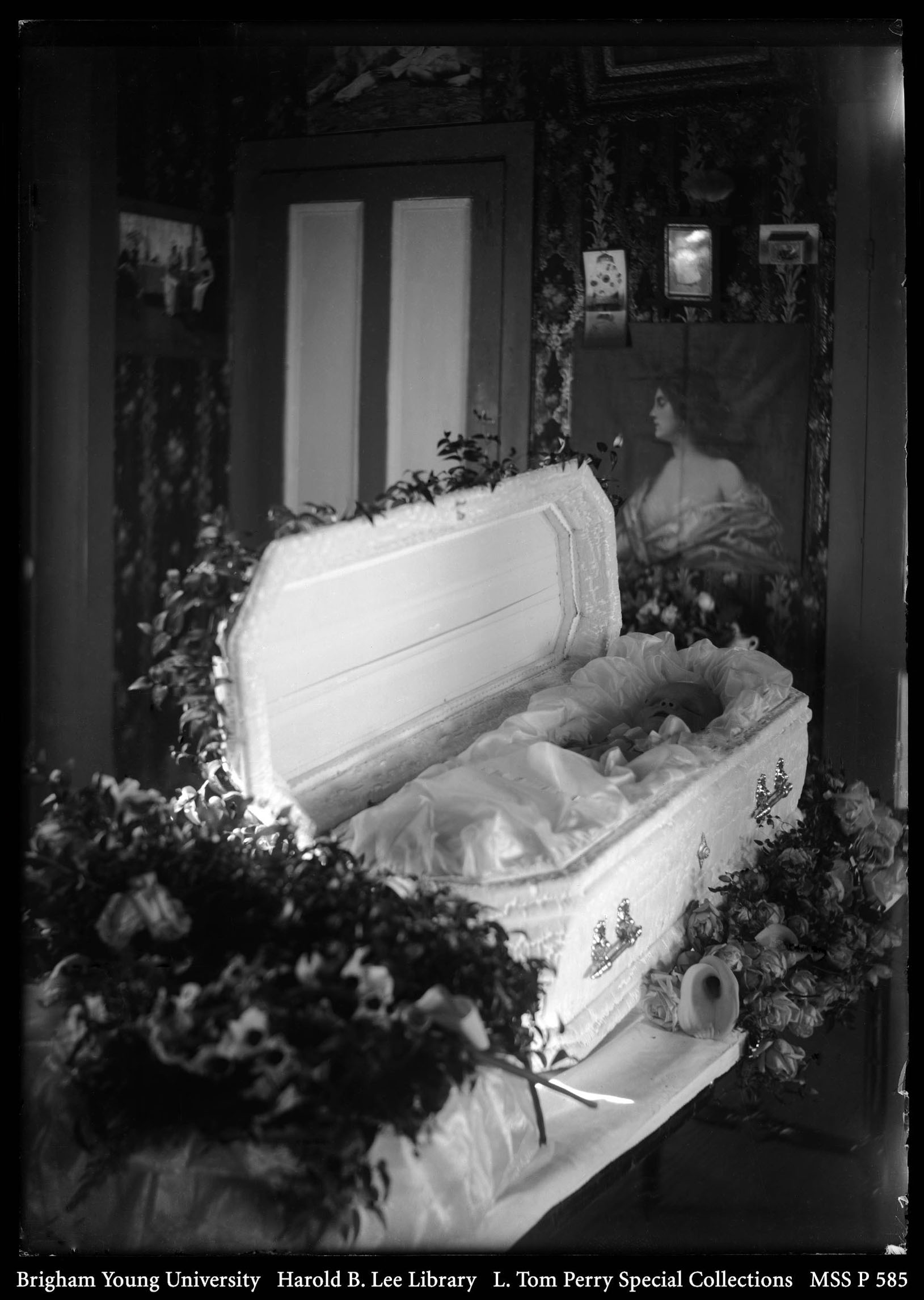
Baby in Casket, asi 1898
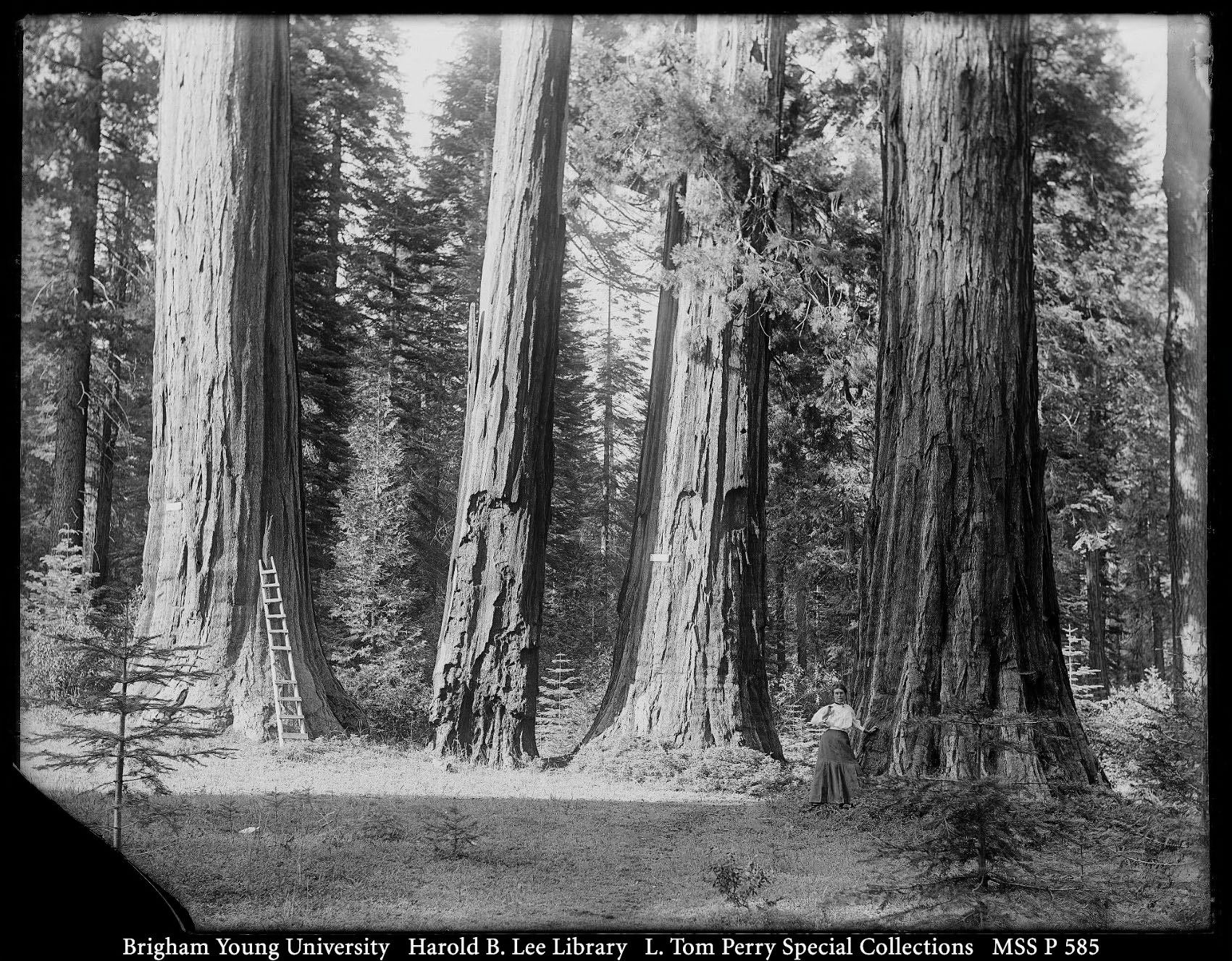
Calaveras Big Trees State Park, asi 1900
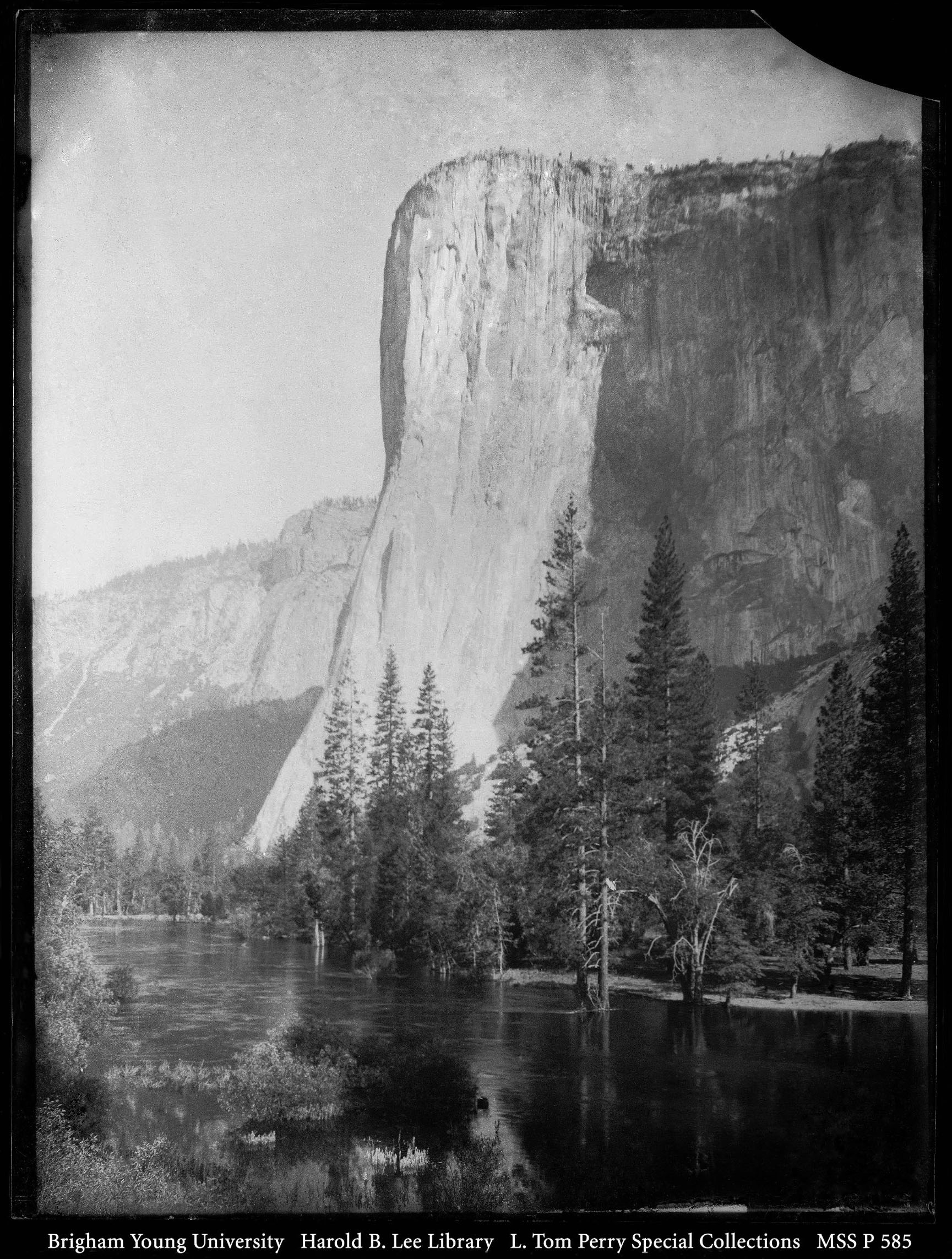
El Capitan Yosemite
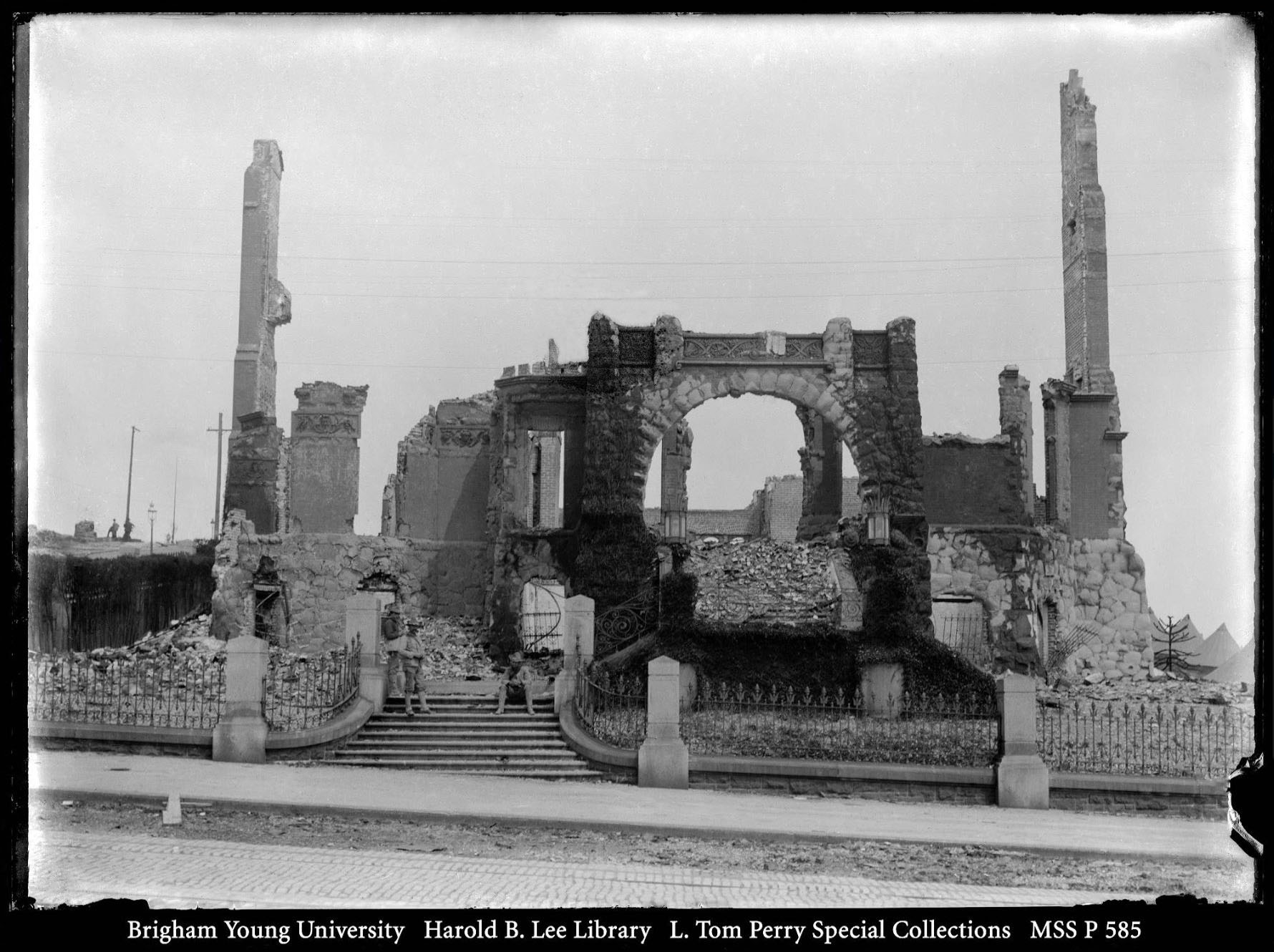
Charles Crocker Home after San Francisco Earthquake, 1906
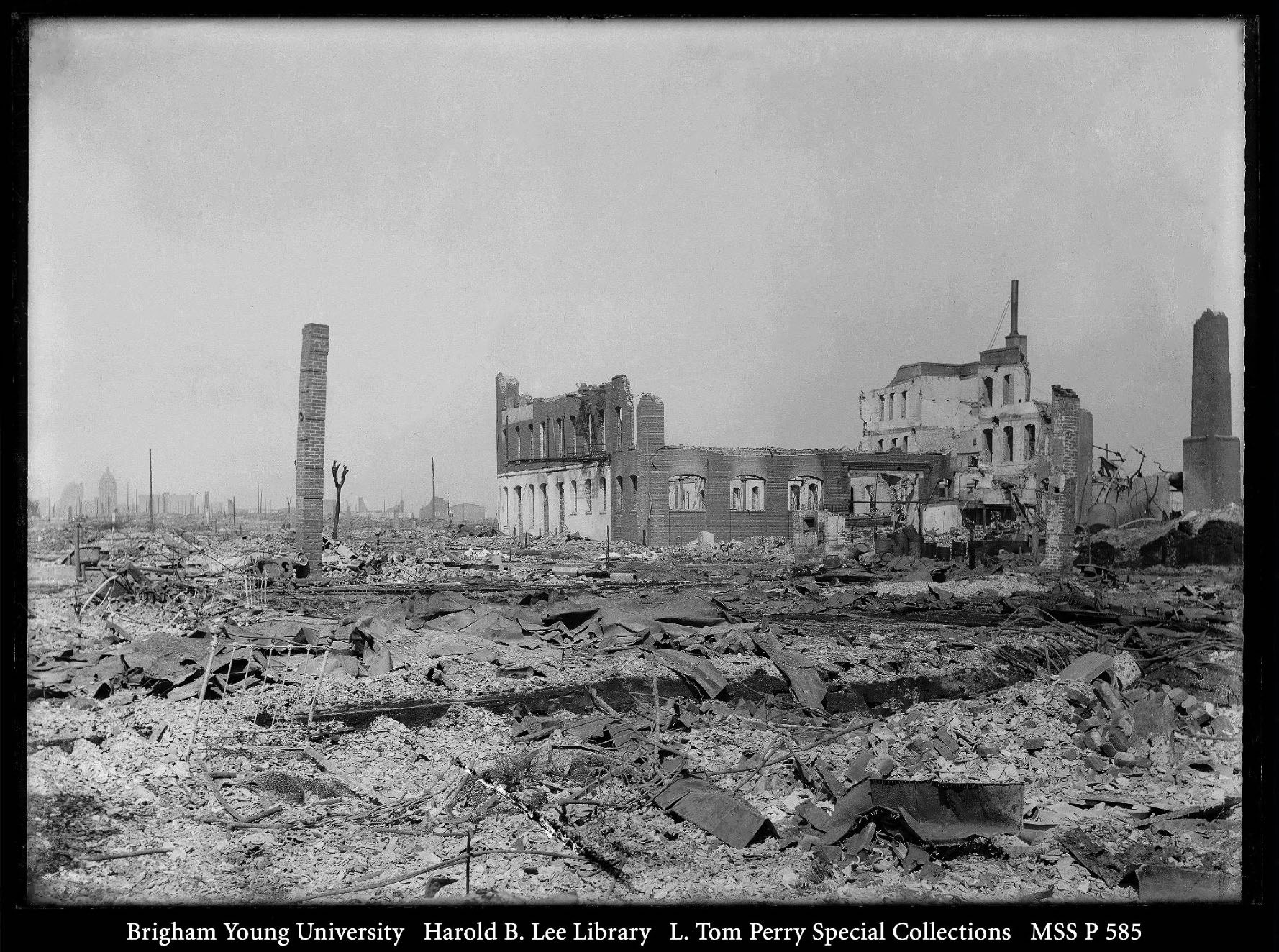
Chinatown after San Francisco Earthquake, 1906
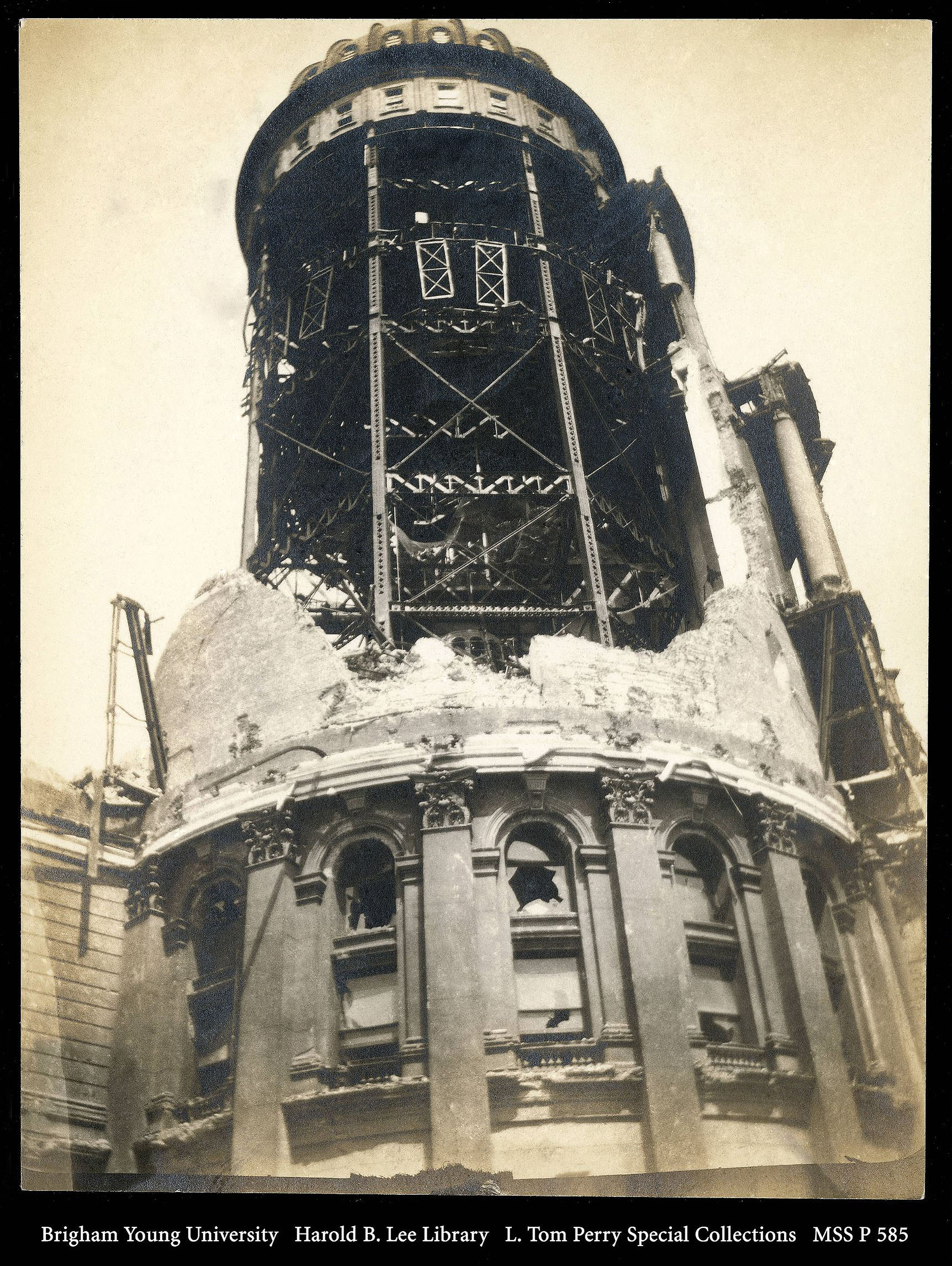
City Hall after the San Francisco Earthquake, 1906
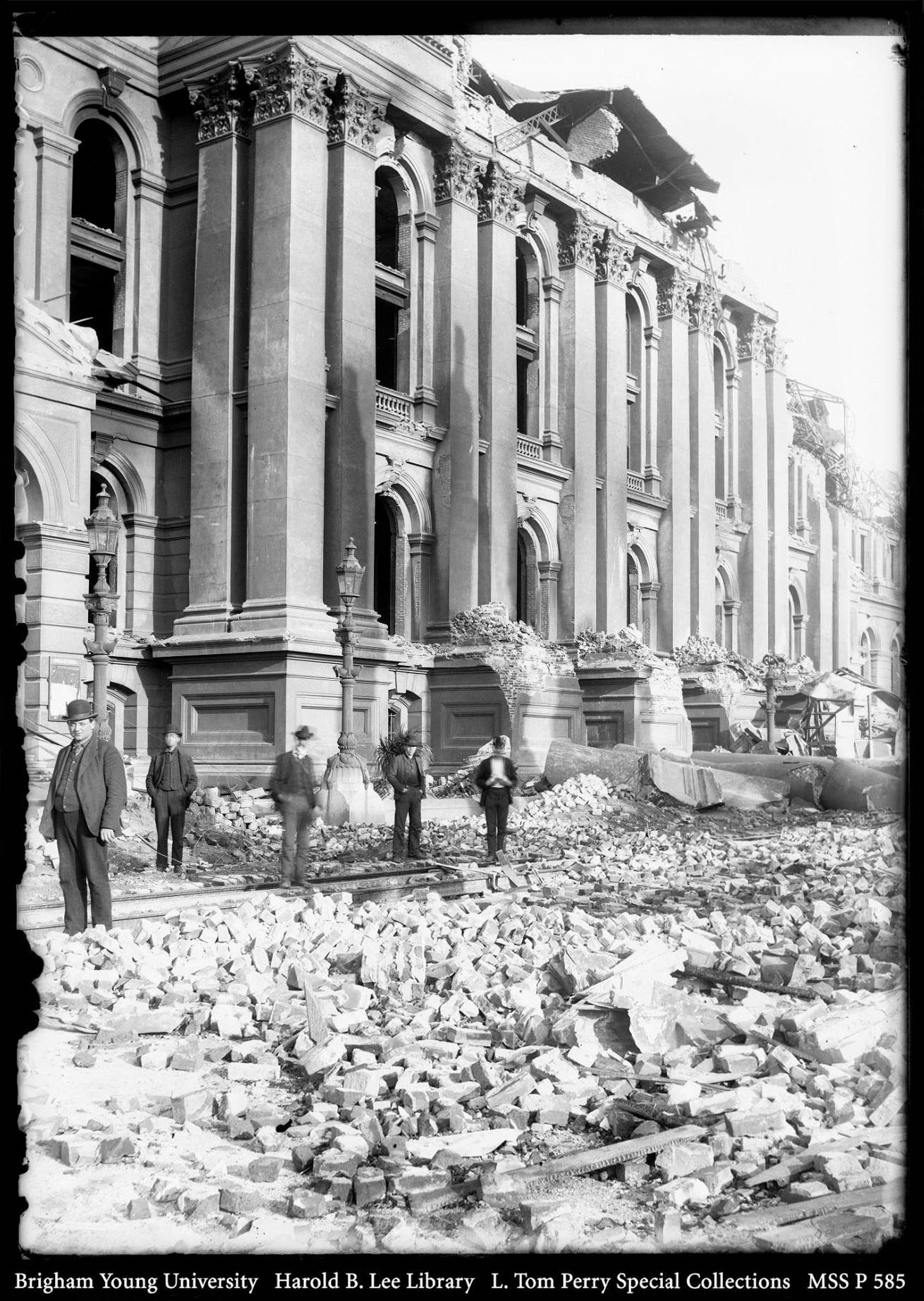
City Hall after the San Francisco Earthquake, 1906